# Jean-Pierre Ricard
Pour les articles homonymes, voir Ricard (homonymie).
Jean-Pierre Ricard, né le 25 septembre 1944 à Marseille dans les Bouches-du-Rhône, est un cardinal français, archevêque émérite de Bordeaux depuis le 1er octobre 2019. Il a été, entre autres fonctions, président de la Conférence des évêques de France de 2001 à 2008. Il est interdit de ministère public par le dicastère pour la Doctrine de la foi au printemps 2023 à la suite de son « comportement répréhensible avec une jeune fille de 14 ans ».

## Biographie

### Études
Jean-Pierre Ricard fait ses études secondaires au lycée Saint-Charles, puis au lycée Périer de Marseille, avant d'être élève une année en lettres supérieures (hypokhâgne) au lycée Thiers durant l'année 1961-1962.
Il entre à 18 ans au grand séminaire de Marseille où il poursuit sa formation jusqu'en 1964.
En 1964, il fait une année de service national au titre de la coopération à Bamako, au Mali, puis il entre au séminaire des Carmes, à Paris.
De 1965 à 1970, il poursuit ses études de théologie à l'Institut catholique de Paris, où il obtient une licence de théologie en 1969, et une habilitation au doctorat[Quoi ?] l'année suivante.

### Prêtre et ministères
Il est ordonné prêtre le 5 octobre 1968 à Marseille. Il est vicaire à Marseille à la paroisse Sainte-Émilie-de-Vialar de 1970 à 1975.
De 1975 à 1981, il est au service de l'enseignement religieux et de la formation des prêtres et des laïcs. Il devient responsable du Centre de culture religieuse du Mistral.
De 1975 à 1985, il est délégué épiscopal auprès des séminaristes.
De 1984 à 1988, il devient délégué adjoint à l'œcuménisme, puis vicaire épiscopal de Marseille-Sud, puis secrétaire général du Synode diocésain de Marseille (1988-1991).
De 1988 à 1993, il est vicaire général du cardinal Coffy, archevêque de Marseille.

### Évêque
Il est nommé évêque auxiliaire de Grenoble avec le titre d'évêque in partibus de Pulcheriopolis le 17 avril 1993 par le pape Jean-Paul II. Le 6 juin de la même année, il est consacré évêque par le cardinal Coffy, assisté de Louis Dufaux, évêque de Grenoble, et par Jacques Fihey, évêque de Coutances et Avranches. Le 4 juillet 1996, Jean-Paul II le nomme évêque coadjuteur de Louis Boffet, évêque de Montpellier, auquel il succède dès le mois de septembre.
Après cinq ans à Montpellier, il devient 
archevêque de Bordeaux et évêque de Bazas le 21 décembre 2001.
Le 11 juillet 2002, il devient membre de la Commission pontificale Ecclesia Dei, où il est chargé des milieux religieux qui souhaitent conserver la liturgie antérieure au concile Vatican II. Le 6 septembre de la même année, il devient membre de la Congrégation pour la doctrine de la foi, où il côtoie le cardinal Ratzinger, futur Benoît XVI.
En 2005, il participe au synode à Rome sur l'eucharistie.

#### Conférence des évêques de France
Avant sa nomination comme évêque, il devient membre épiscopal de la commission des migrants de 1990 à 1993.
Une fois nommé évêque, il devient membre de la commission des ministères ordonnés et évêque accompagnateur du comité national du diaconat de 1994 à 1996.
L'année suivante et pendant un an, il est membre de la commission pour l'unité des chrétiens, et devient en 1997 le président de la région apostolique Provence-Méditerranée.
En 1997, il devient membre du conseil permanent. Il est élu vice-président de la Conférence des évêques de France en 1999, puis président le 6 novembre 2001, et réélu en 2004. Il devient aussi membre de la commission pour l'information et la communication et de la Mission de France.
Le 8 novembre 2008, il est élu membre du comité Études et Projets de la Conférence des évêques de France, pour un mandat de trois ans, et réélu à ce poste en 2011.
Le 17 avril 2013, lors de l'assemblée plénière des évêques de France à Paris, il est nommé président du conseil pour l'enseignement catholique.
Il participe les 1er et 2 juin 2013 à la convention nationale de l'Enseignement catholique, au cours de laquelle est remis le nouveau statut de l'Enseignement catholique en France.
Le 1er octobre 2019, le pape François accepte sa démission, pour raison d'âge (75 ans), de sa charge pastorale d'archevêque du diocèse de Bordeaux. ll devient archevêque émérite du diocèse de Bordeaux. Il rejoint sa région natale et se met au service du diocèse de Digne.

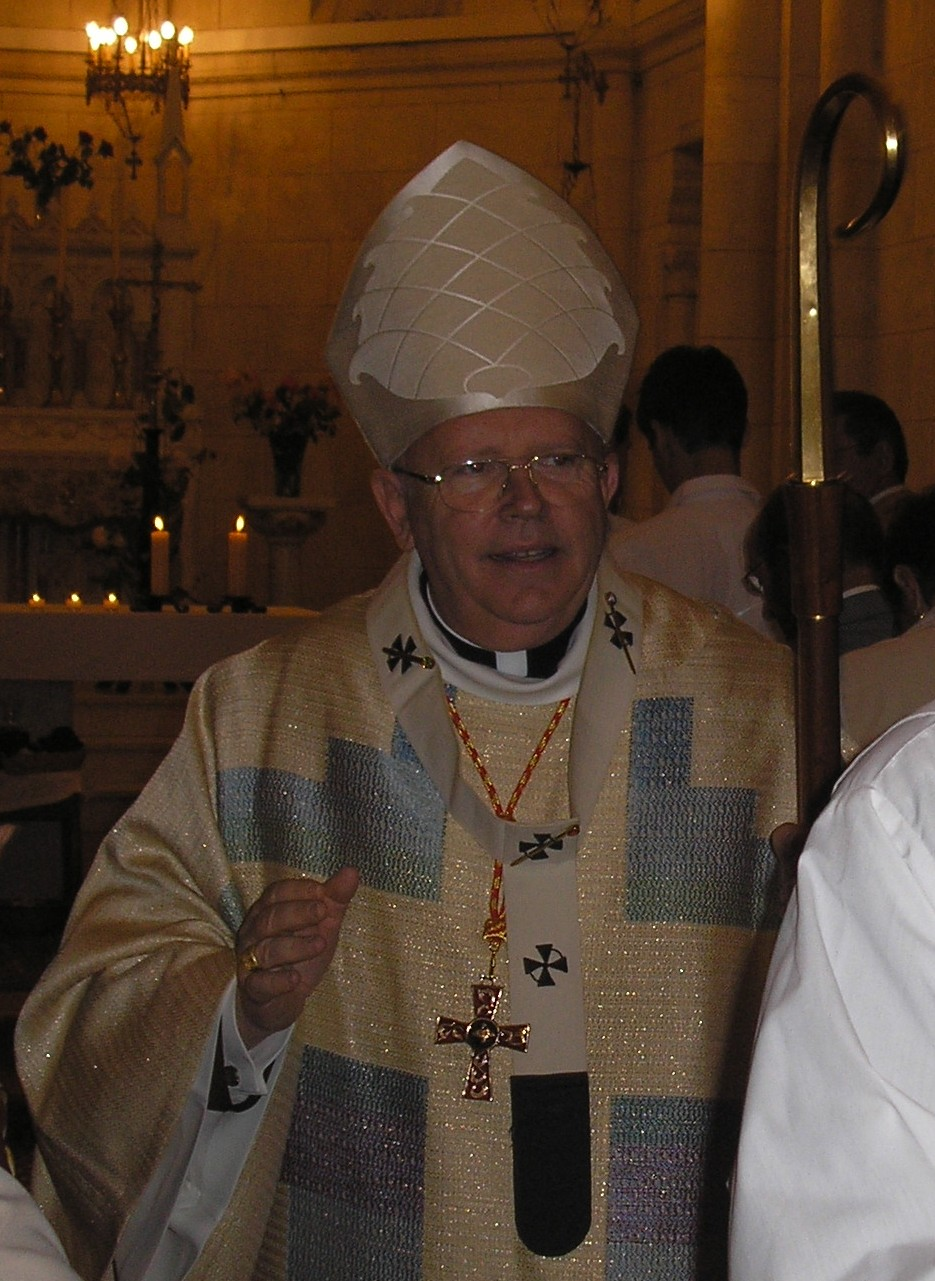
Le cardinal Ricard lors d'une célébration dans le diocèse de Bordeaux, en 2006.

### Cardinal
Il est créé cardinal par le pape Benoît XVI au consistoire du 24 mars 2006 avec le titre de cardinal-prêtre de Saint-Augustin.
Il est vice-président du Conseil des conférences épiscopales européennes (CCEE) de 2006 à 2011.
En octobre 2007, il rencontre le patriarche Alexis II de Russie, à l'occasion de la première visite d'un primat orthodoxe russe en France.
Le 8 mars 2014, il est nommé membre pour cinq ans du conseil pour l'économie.
Le 10 février 2022, il est choisi par le pape François pour diriger les Foyers de charité de manière temporaire, alors que l'organisation est en crise depuis les révélations d'abus de son fondateur Georges Finet. Invoquant des raisons de santé, il renonce à cette mission un mois plus tard, le 11 mars.
En 2023, en dépit de son retrait du ministère public, il est toujours cardinal électeur (votant pour l'élection du pape en cas de conclave), une responsabilité qui lui incombe jusqu'à ses 80 ans, le 25 septembre 2024. Il ne peut plus depuis participer aux votes du prochain conclave.

#### Participation au conclave de 2013
En mars 2013, à la suite de la renonciation de Benoît XVI au ministère de Pierre, il participe au conclave à Rome qui aboutit à l'élection du pape François. Il publie à cette occasion plusieurs messages et réactions, tant sur ses impressions durant le conclave que sur l'élection du cardinal Jorge Mario Bergoglio.

#### Fermeture du Séminaire Saint-Joseph
En mai 2019, il annonce « non sans un pincement de cœur » la fermeture du grand séminaire Saint-Joseph de Bordeaux pour la rentrée de septembre 2019, le nombre de candidats n'étant plus suffisant. Le cycle de formation pour l'archidiocèse reste néanmoins toujours ouvert, les séminaristes étant envoyés dans les séminaires de Toulouse, Paris et Rome.

#### Délégué pontifical pour les Foyers de charité
Le 10 février 2022, à la suite d'affaires d'abus sexuels aux Foyers de charité, le Vatican le nomme délégué pontifical pour les Foyers de charité, afin de « gouverner l'association de manière temporaire ».

## Abus sexuel sur une mineure
Pour un article plus général, voir Abus sexuels sur mineurs dans l'Église catholique en France.
Le 6 novembre 2022, alors que se tient l'assemblée plénière de la Conférence des évêques de France à Lourdes – un an après la remise du rapport Sauvé – Jean-Pierre Ricard adresse un communiqué aux évêques de France, dans lequel il reconnaît « s'être conduit de façon répréhensible avec une jeune fille de 14 ans » quand il était prêtre à Marseille. Dans ce communiqué, il « demande pardon » à la victime, à sa famille, et aux personnes qui seraient blessées par ces révélations,,. Jean-Pierre Ricard assure que les faits se sont produits « il y a 35 ans », alors qu'il était prêtre à Marseille, dans la paroisse de Sainte-Marguerite (9e),,. La victime affirme avoir envoyé une lettre de signalement au pape François et n'a a priori pas obtenu de réponse de Rome.
Dans un communiqué du 8 novembre, le parquet de Marseille annonce avoir ouvert une enquête préliminaire,, pour « agression sexuelle aggravée afin de vérifier dans un premier temps la nature exacte des faits dénoncés ainsi que leur datation » et déterminer s'il y a d'autres éventuelles victimes du cardinal. Le parquet a aussi fait savoir que Jean-Philippe Nault, ancien évêque de Digne – où s'est retiré Jean-Pierre Ricard –, avait saisi la justice le 24 octobre 2022 en transmettant une lettre des parents de la victime, écrite le 10 février 2022, après la nomination de Jean-Pierre Ricard comme délégué pontifical pour enquêter sur des affaires d'abus au sein des Foyers de Charité (affaire Georges Finet). À la suite de ce courrier, Jean-Pierre Ricard aurait reconnu, auprès de Jean-Philippe Nault, avoir « embrassé » la victime. Le délai entre la réception de la lettre et le signalement (plus de huit mois entre février 2022 et octobre 2022) serait dû au fait que Jean-Philippe Nault n'aurait appris la minorité de la victime au moment des faits qu'en octobre 2022.
À la suite de cette révélation, de nombreuses associations se sont indignées tandis que, dans un communiqué, l'archevêque de Bordeaux, Jean-Paul James, a quant à lui exprimé sa « grande compassion à la personne victime concernée ». La victime du cardinal Jean-Pierre Ricard s'est confiée auprès de la présidente de la Conférence des religieux et religieuses de France, Véronique Margron, qui a fait savoir qu'elle a vécu un « traumatisme d'une grande violence ». Selon elle, il est « moralement impensable » que Jean-Pierre Ricard conserve le titre de cardinal et prévient que « des mesures disciplinaires seront prises à Rome à son encontre ».
Le 11 novembre 2022, le Vatican annonce l'ouverture d'une enquête préliminaire (investigatio prævia) sur cette affaire en parallèle de l'enquête en France.
Jean-Pierre Ricard est placé en garde à vue en février 2023, il avoue « avoir embrassé la jeune fille, l'avoir enlacée et caressée par-dessus les vêtements, sans rapport sexuel ». Selon la victime, ces agressions ont duré trois ans. Confronté à celle-ci, « il a demandé pardon ». Toutefois, l'enquête est classée sans suite pour prescription, les faits reprochés datant de la fin des années 1980,. Au printemps 2023, le Vatican sanctionne néanmoins Ricard, qui est interdit de tout ministère public pendant cinq ans, sauf dans son diocèse de domicile : le diocèse de Digne. L'évêque de ce diocèse, Emmanuel Gobilliard, indique néanmoins : « Je ne suis pas d'accord pour que le cardinal Ricard célèbre dans le diocèse de Digne pour l'instant, je le lui ai dit, je souhaite que la sanction soit appliquée aussi chez nous. Mais si demain il déménage dans un autre diocèse et obtient l'accord de l'évêque pour reprendre du service, je ne pourrai pas l'en empêcher car l'exception prévue par la sentence romaine s'applique au diocèse de domicile du cardinal, pas à l'Église de Digne ». Jean-Pierre Ricard reste toutefois cardinal.

## Points de vue du cardinal Ricard

### Embryon humain
Après que l'Union européenne a donné son accord à l'exploitation des embryons, le cardinal Ricard déplore, le 29 juin 2006 : « la mise en place du processus de réduction de l'embryon humain à l'état de moyen, ce qui constitue une grave transgression éthique. Nous devons redire que l'embryon humain ne peut être considéré comme un simple matériau de laboratoire. « Tout embryon est déjà un être humain. Il n'est donc pas un objet disponible pour l'homme. Il n'est pas possible de décider d'un seuil au-delà duquel l'embryon serait humain et en deçà duquel il ne le serait pas. » ».

### Libéralisation de la messe tridentine

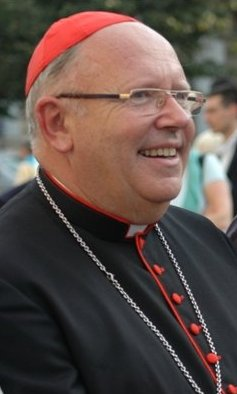
Jean-Pierre Ricard.

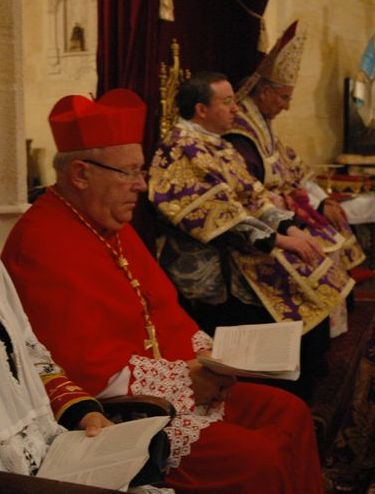
Le cardinal Ricard assistant aux ordinations à l'Institut du Bon-Pasteur en 2007.

Dans un communiqué du 16 septembre 2006, le cardinal Ricard défend la vision du pape et appelle à « la communion fraternelle dans l'Église implique vérité, accueil de l'autre et réconciliation ». Il s'explique plus longuement dans une interview. Le 1er février 2007, une convention est signée entre l'Institut du Bon Pasteur et l'archevêque de Bordeaux.
Le 22 septembre 2007, le cardinal Ricard assiste aux ordinations célébrées dans le rite tridentin par le cardinal Darío Castrillón Hoyos à l'Institut du Bon-Pasteur en l'église Saint-Éloi de Bordeaux.
À la suite de la publication du motu proprio Summorum Pontificum, le cardinal Ricard, membre de la Commission pontificale Ecclesia Dei, défend la position du pape dans un entretien au journal La Croix, en affirmant que « ces deux formes (de rite) ne sont pas en concurrence l'une de l'autre. »

## Distinctions
Jean-Pierre Ricard est :
- Officier de la Légion d'honneur (Décret du 13 juillet 2010[37])
- Officier de l'ordre national du Mérite
- Titulaire de la Médaille de la ville de Bordeaux (11 juillet 2019)